# Tiny Reniers
Marinus Jacobus Arnoldus Reniers (conocido como Tiny Reniers; Eindhoven, 5 de agosto de 1947) es un deportista neerlandés que compitió en tiro con arco, en la modalidad de arco recurvo.
Ganó una medalla de bronce en el Campeonato Europeo de Tiro con Arco al Aire Libre de 1986, en la prueba individual. Participó en tres Juegos Olímpicos de Verano, entre los años 1980 y 1988, ocupando el octavo lugar en Moscú 1980 y el quinto en Seúl 1988, en la prueba individual.

## Palmarés internacional
| Campeonato Europeo al Aire Libre | Campeonato Europeo al Aire Libre | Campeonato Europeo al Aire Libre | Campeonato Europeo al Aire Libre |
| Año                              | Lugar                            | Medalla                          | Prueba                           |
| -------------------------------- | -------------------------------- | -------------------------------- | -------------------------------- |
| 1986                             | Esmirna (Turquía)                | Medalla de bronce                | Individual                       |